# Albion (ort i Mauritius)
Albion är en ort i Mauritius.   Den ligger i distriktet Black River, i den västra delen av landet, 12 km sydväst om huvudstaden Port Louis. Albion ligger 147 meter över havet och antalet invånare är 3 254.
Terrängen runt Albion är varierad. Havet är nära Albion åt nordväst. Runt Albion är det mycket tätbefolkat, med 1 819 invånare per kvadratkilometer. Närmaste större samhälle är Port Louis, 11,6 km nordost om Albion. Omgivningarna runt Albion är en mosaik av jordbruksmark och naturlig växtlighet.